# Pleuronota elongata
Pleuronota elongata är en skalbaggsart som beskrevs av Hippolyte Louis Gory och Achille Rémy Percheron 1833. Pleuronota elongata ingår i släktet Pleuronota och familjen Cetoniidae. Inga underarter finns listade i Catalogue of Life.